# شخبط شخابيط
شخبط شخابيط هو الألبوم السادس للفنانة نانسي عجرم وأول ألبوم لها للأطفال. يتضمن ثماني أغنيات مقدمة للأطفال وقد صدر في سنة 2007. نال الكثير من الأصداء الجماهيرية. وأكثر الأغنيات التي اشتهرت هي شاطر شاطر وشخبط شخابيط، بالإضافة إلى أغنية ثالثة تحت عنوان كتكوتة. وصورت الأغنيات الثلاث في فيديو كليب واحد. أما الكليب الثاني فكان لأغنية رسالة للعالم، وهي أغنية ذات مضمون إنساني يناشد السلام في العالم.

## الأغاني
1. شخبط شخابيط
2. شاطر
3. كرت شحن
4. كتكوته
5. رساله للعالم
6. عيد ميلاد
7. كلنا
8. عصفور النونو

## وصلات خارجية
- الموقع الرسمي لنانسي عجرم